# Magdalena Mielcarz
Magdalena Mielcarz (sinh 3 tháng 3 năm 1978, Warsaw), diễn viên, người mẫu Ba Lan, làm việc tại Mỹ. Năm 1998,cô bắt đầu nghiên cứu tại Khoa Khoa học Chính trị tại Đại học Warsaw. Năm 2001, cô đã đóng vai đầu tay của cô trong bộ phim dài tập Quo Vadis, phim có chi phí cao nhất lịch sử điện ảnh Ba Lan, dựa theo tác phẩm của Henryk Sienkiewicz. Kể từ năm 2008 cô sống ở New York.
Các phim đã đóng nổi bật:
- 2009: Taras Bulba (đạo diễn Vladimir Bortko)
- 2009: Today and Tomorrow (đạo diễn Marcin Stawarz)
- 2008: BrzydUla (TV series)
- 2008: The Chauffeur (đạo diễn Jérôme Dassier
- 2007: Fałszerze (TV series)
- 2005: Solidarity (dir. Joan Stein)
- 2004: Strange Crime (Le prix du désir, đạo diễn Roberto Andò)
- 2003: Fanfan la Tulipe (đạo diễn Gérard Krawczyk)
- 2001: Quo vadis? (đạo diễn Jerzy Kawalerowicz)